# OMS (Unternehmen)
OMS (russisch Объединенные машиностроительные заводы (ОМЗ), transkribiert: Obedinennyje maschinostroitelnyje sawody, deutsch: Vereinigte Maschinenfabriken) ist der größte russische Schwermaschinen- und Anlagenbau-Konzern. Das Unternehmen mit Hauptsitz in Moskau ist eine Offene Aktiengesellschaft; die Mehrheit der Anteile hält der Oligarch Wladimir Olegowitsch Potanin. Ein Tochterunternehmen war seit 1996 Uralmasch in Jekaterinburg, das 2015 an die Gazprom-Bank abgegeben wurde. 

## Produkte
Die Produktpalette von OMS reicht von Stahl und anderen Metallen über Maschinen und Apparate für Bergbau, Petrochemie und Kraftwerke bis hin zu Nuklearreaktoren.
- Bergbautechnik und -maschinen
- Erdöl- und Erdgasgewinnung und -veredlung
- Metallveredlung und -verarbeitung (insbesondere Stahl)
- Nuklear- und Energietechnik

## Geschichte
OMS entstand 1996 unter Führung des georgischen Unternehmers und späteren Politikers Kacha Bendukidse durch Zusammenschluss der Unternehmen Uralmasch (russisch Уралмаш, vollst. russisch Уральский Машиностроительный Завод, Uralski Maschinostroitelny Sawod, deutsch Ural-Maschinenbau-Fabrik) und SSMK (russ. ЗСМК, vollst. Западно-Сибирский металлургический комбинат, deutsch Westsibirisches Metallurgisches Kombinat).
Im Jahre 1999 fusionierte OMS mit dem Sankt Petersburger Maschinenbauunternehmen Ischora Sawody (Ischorawerke) unter dem neuen Namen Uralmasch-Ischora-Gruppe. Die alte Abkürzung OMS blieb weiterhin in Gebrauch. 2015 wurde Uralmasch unter dem Namen Uralmaschplant von einem Fonds der Gazprombank übernommen.
Zwischen 2003 und 2005 verkaufte Bendukidse schrittweise den Großteil seiner Unternehmensanteile an Potanin, nachdem er ins Visier der russischen Führung geraten war, der es ein Dorn im Auge war, dass ein Ausländer Besitzer des führenden russischen Nukleartechnikunternehmens war.
2003 übernahm OMS den Bereich Stahlherstellung und -verarbeitung von Škoda; 2008 das ebenfalls tschechische Metallurgieunternehmen Cheteng Engineering.
2007 gründete OMS mit Metalloinvest ein Bergbauzulieferer-Tochterunternehmen.